# Gare de Chexbres-Village
La gare de Chexbres-Village est une gare ferroviaire située sur le territoire de la commune suisse de Chexbres dans le canton de Vaud. Elle se trouve à proximité de son centre-ville.

## Situation ferroviaire
Établie à 559 mètres d'altitude, la gare de Chexbres est située au point kilométrique 5,6 de la ligne de Vevey à Puidoux entre les gares de Corseaux-Cornalles (en direction de Vevey) et de Puidoux.
Elle est dotée d'une voie bordée par un quai.

## Histoire
La gare de Chexbres-Village a été inaugurée en 1904 avec la mise en service de la ligne Vevey – Puidoux-Chexbres.

## Service des voyageurs

### Accueil
Gare des CFF, elle est dotée d'un bâtiment voyageurs et d'un distributeur automatique de titres de transports sur le quai. L'arrêt des trains étant à la demande, un bouton présent sur le quai permet de demander l'arrêt du train.
La gare n'est pas accessible aux personnes à mobilité réduite.

### Desserte
La gare fait partie du réseau express régional vaudois, assurant des liaisons rapides à fréquence élevée dans l'ensemble du canton de Vaud. Chexbres-Village est desservie une fois par heure et par sens à la demande par les trains de la ligne S7 qui relie Vevey à Puidoux.
- R7 : Vevey - Vevey-Funi - Corseaux-Cornalles - Chexbres-Village - Puidoux.

### Intermodalité
La gare de Chexbres-Village est en correspondance avec la ligne 382, aussi dite « ligne de Lavaux », exploitée par CarPostal et reliant la gare de Cully à la gare de Puidoux via la gare de Chexbres-Village. La desserte est prolongée plusieurs fois par jour jusqu'à la gare de Palézieux.